# UNCiencia
UNCiencia es una agencia universitaria multimedia de comunicación de la ciencia, el arte y la tecnología, de la Universidad Nacional de Córdoba.
La dirección editorial está a cargo de la Prosecretaría de Comunicación Institucional de la Universidad Nacional de Córdoba y su redacción está conformada por comunicadores de distintas dependencias de la Universidad.
Es una de las tres agencias de divulgación científica de universidades públicas que existen en el país (las otras dos son TSS, de la Universidad Nacional de General San Martín, y Agencia CTyS, de la Universidad Nacional de La Matanza.

## Antecedentes
UNCiencia empezó a funcionar como agencia desde el año 2014, pero tenía como antecedente al periódico digital Hoy la Universidad, que se editaba desde el año 2002. Este periódico presentaba, no solo notas científicas, sino información sobre toda la actividad relevante de la UNC (convenios, actividades de extensión, eventos, novedades académicas) hasta que en 2009 se perfiló exclusivamente hacia la comunicación pública de la ciencia.
La producción sobre notas científicas del periódico digital Hoy la Universidad está compendiada en UNCiencia.

## Objetivo
Bajo el lema “Universidad pública = Conocimiento público”, UNCiencia, según se puede leer en su web, tiene como objetivo democratizar el acceso al conocimiento generado dentro de los claustros universitarios y las instituciones científicas de Córdoba. También se propone colaborar en la construcción de una cultura científica que contribuya en la toma de decisiones por parte de la sociedad, así como promover vocaciones científicas a edades tempranas.